# 卢基乌斯·科尔内利乌斯·西庇阿·巴尔巴图斯

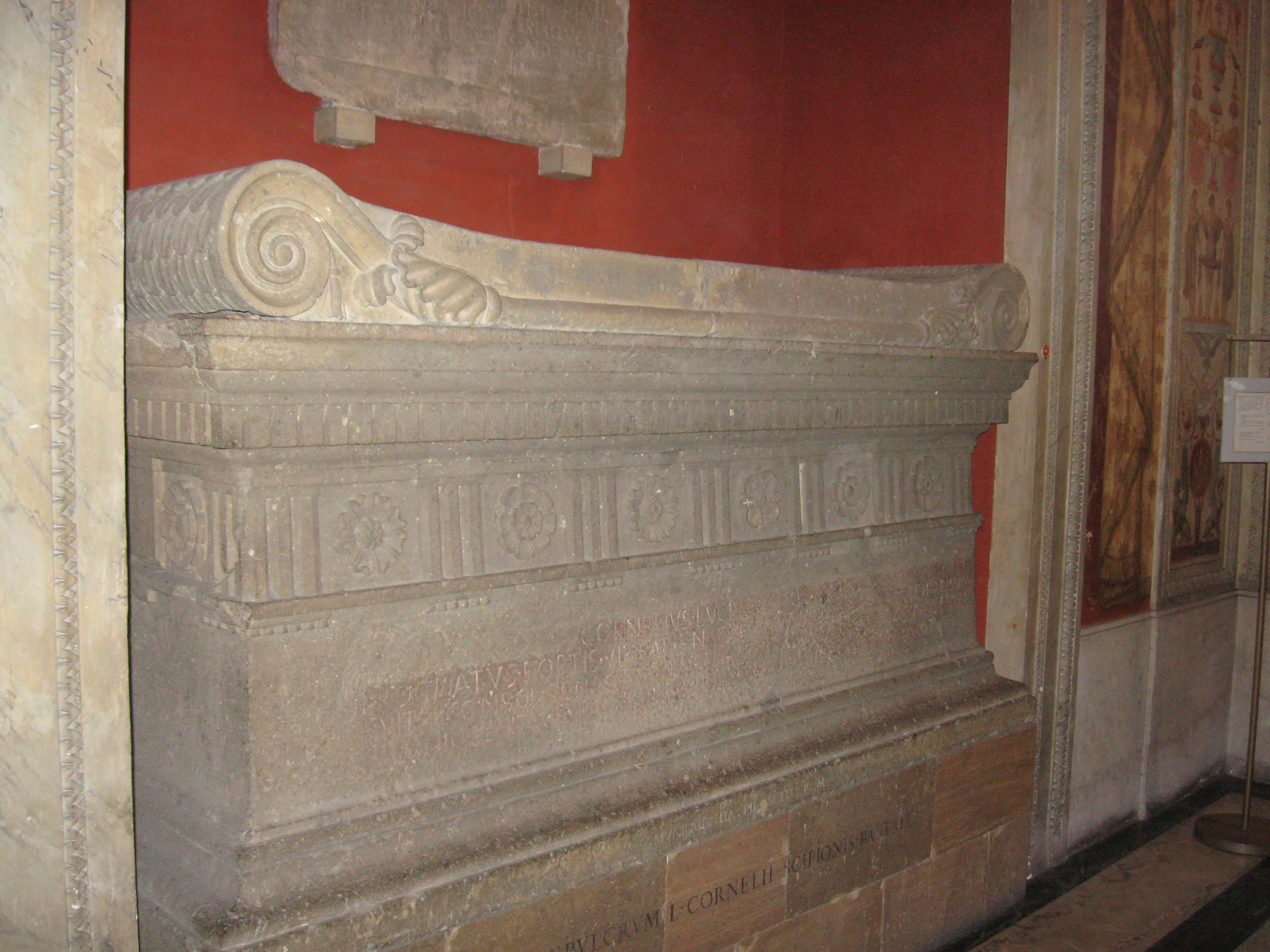
卢基乌斯·科尔内利乌斯·西庇阿的石椁，现藏梵蒂冈博物馆

卢基乌斯·科尔内利乌斯·西庇阿（大胡子）（拉丁语：Lucius Cornelius Scipio Barbatus，?—前3世紀），古罗马政治家，西庇阿家族的第一个重要成员。从他开始，西庇阿家族涌现了许多伟大人物。

## 简介
关于卢基乌斯·科尔内利乌斯·西庇阿的事迹，研究者所掌握的资料主要来自李维的《罗马史》，这些记载后来为在西庇阿家族墓地中他本人的石椁上的铭文所证实。卢基乌斯·科尔内利乌斯·西庇阿出生于罗马六个最显赫的贵族氏族之一科尔内利乌斯氏族的分支西庇阿家族，但在他出生时，这个家族还没有任何影响力。他在前298年当选为执政官，当时爆发了第三次萨莫奈战争，罗马人的几个邻近民族萨莫奈人、伊特鲁里亚人、翁布里亚人和高卢人联合起来反对罗马的扩张。卢基乌斯·科尔内利乌斯·西庇阿率领罗马军队在今沃尔泰拉附近战胜了伊特鲁里亚人。之后他又在前297年作为副将参加了提弗尔努姆战役，以及其它许多次打败萨莫奈人的战役。根据文献和铭文可知，他后来还担任过监察官和市政官之职。卢基乌斯·科尔内利乌斯·西庇阿是第一个有确切记录的担任监察官职位的人。

## 石椁铭文
在西庇阿家族墓地中发现的卢基乌斯·科尔内利乌斯·西庇阿的石椁上刻有如下铭文，简要地说明了他的一生：
CORNELIVS·LVCIVS·SCIPIO·BARBATVS·GNAIVOD·PATRE
PROGNATVS·FORTIS·VIR·SAPIENSQVE—QVOIVS·FORMA·VIRTVTEI·PARISVMA
FVIT—CONSOL CENSOR·AIDILIS·QVEI·FVIT·APVD·VOS—TAVRASIA·CISAVNA
SAMNIO·CEPIT—SVBIGIT·OMNE·LOVCANA·OPSIDESQVE·ABDOVCIT
铭文大意为：“卢基乌斯·科尔内利乌斯·西庇阿·巴尔巴图斯，格奈乌斯之子，一位强壮而睿智的人，他的相貌与他的崇高品格一致，他曾任执政官，监察官和市政官，他征服了陶拉西亚，基萨乌纳和萨莫奈，他降伏了整个卢卡尼亚，带回了许多俘虏”。

## 世系图
卢基乌斯·科尔内利乌斯·西庇阿是著名的大西庇阿的曾祖父。从他开始的西庇阿家族与保卢斯家族和格拉古家族或联姻或收养，形成的复杂亲属关系如下图所示：

## 资料来源
- 苏联历史百科全书·人物卷，1961~1973

| 前任： 马尔库斯·弗尔维乌斯·帕埃蒂努斯 & 马尔库斯·瓦莱里乌斯·科尔乌斯 | 罗马执政官 前298年 与格奈乌斯·弗尔维乌斯·马克西姆斯·凯恩图马卢斯共职 | 繼任： 昆图斯·费边·马克西姆斯·鲁利安努斯 & 普布利乌斯·德基乌斯·穆斯 |